# Peter Walde
Peter Ingo Walde (* 1945 in Gräfenroda) ist ein deutscher Politiker und ehemaliger Landesvorsitzender der rechtsextremen NPD in Sachsen-Anhalt (2011 bis 2017).

## Politischer Werdegang und Leben
Der aus Gräfenroda stammende Walde war zu DDR-Zeiten Mitglied der SED und absolvierte ein Studium in Marxismus-Leninismus. Er war von 2000 bis 2006 Landesvorsitzender der Partei Die Republikaner in Sachsen-Anhalt. In dieser Zeit lehnte er die NPD noch ab.
Anfang 2007 trat Walde der NPD bei und wurde 2011 zum Landesvorsitzenden in Sachsen-Anhalt gewählt. David Begrich rechnet Walde dem „nationalkonservativen Flügel in der NPD“ zu. Zu der Bundestagswahl 2013 trat Peter Walde auf Platz 1 der NPD-Landesliste in Sachsen-Anhalt an. Er nahm Anfang 2015 auch an Demonstrationen eines Pegida-Ablegers in Magdeburg teil und trat dort als Redner auf. Im selben Jahr trat er laut Verfassungsschutzbericht bei weiteren Veranstaltungen gegen Asyl in Havelberg und Wittenberg auf. An ähnlich gerichteten Demonstrationen nahm er 2016 in Wittenberg und Köthen teil.
Im November 2017 wurde Walde als Vorsitzender von Steffen Thiel abgelöst.
Walde ist wohnhaft in Schneidlingen in der Gemeinde Hecklingen, führte zwischenzeitlich eine Gaststätte und vertritt im Stadtrat von Hecklingen und im Kreistag des Salzlandkreises die NPD. Zur Landtagswahl in Sachsen-Anhalt 2016 wurde Walde zum Spitzenkandidaten der NPD aufgestellt.